# Kalianí (Corinthe)
Kalianí, en grec moderne : Καλιανοί, est un village du dème des Sicyoniens, district régional de Corinthie, en Grèce.
Selon le recensement de 2011, la population du village s'élève à 174 habitants.